# Distretto di Dondușeni
Il distretto di Dondușeni è uno dei 32 distretti della Moldavia, il capoluogo è la città di Dondușeni.

## Società

### Evoluzione demografica
In base ai dati del censimento, la popolazione è così divisa dal punto di vista etnico:
| Etnia       | Abitanti | %     |
| ----------- | -------- | ----- |
| Moldavi     | 37.302   | 80,32 |
| Ucraini     | 5.893    | 12,69 |
| Russi       | 2.714    | 5,84  |
| Gagauzi     | 31       | 0,06  |
| Bulgari     | 36       | 0,08  |
| Rumeni      | 247      | 0,53  |
| Altre etnie | 219      | 0,47  |

## Geografia antropica

### Suddivisioni amministrative
Il distretto è formato da 1 città e 21 comuni

#### Città
- Dondușeni

#### Comuni
1. Arionești
2. Baraboi
3. Briceni
4. Cernoleuca
5. Climăuți
6. Corbu
7. Crișcăuți
8. Dondușeni
9. Elizavetovca
10. Frasin
11. Horodiște
12. Moșana
13. Pivniceni
14. Plop
15. Pocrovca
16. Rediul Mare
17. Scăieni
18. Sudarca
19. Teleșeuca
20. Tîrnova
21. Țaul